# ギャラクシティ
ギャラクシティとは東京都足立区栗原にある文化施設群の総称。

## 概要
西新井文化ホールとこども未来創造館からなる複合施設。
1994年3月開館。もともとは都営住宅だった敷地で、ギャラクシティ建設とともに都営住宅も建て替えられた。
従来、財団法人足立区生涯学習振興公社が運営していたが、2005年4月1日より足立区教育委員会青少年センターに運営変更された。
2011年10月から2013年3月末までリニューアル工事のため、西新井文化ホールも含めて全館休業した。2013年3月に報道陣と周辺住民に事前公開およびオープニングイベントののち、2013年4月1日に再開した。改修費用は約21億円。従来は足立区が運営していたが、指定管理者に委任されることとなり、3社の共同企業体「あだち未来創造ネットワーク」（丹青社（代表企業）、JTBコミュニケーションズ、日立ビルシステム）がプロポーザルで決定した。指定期間は2013年（平成25年）4月1日から2018年（平成30年）3月31日までの5年間。

## 主要施設
下記施設群が設置されている。このほかにも喫茶室などもある。

### 西新井文化ホール
西新井文化ホール（にしあらいぶんかほーる）は足立区の音楽活動の中心ともなっている劇場で、約900席の座席を有し、吹奏楽のイベントなども行われており、「足立ブラスバンドフェスティバル」、「全日本吹奏楽コンクール東京支部大会（東京職場・一般吹奏楽連盟コンクール）」等が開催されており、複数の楽団が本拠地にしている。
拠点にしている楽団
足立吹奏楽団
足立シティオーケストラ
足立区民合唱団

### こども未来創造館
足立区こども未来創造館（あだちくこどもみらいそうぞうかん）はプラネタリウム上映を中心としたまるちたいけんドームや高さ7.5mのロープ式クライミングウォール、大型ネット遊具をはじめとする各種遊具、音楽室等を備えた子供を中心とした文化施設。
2011年までは足立区こども科学館という名称で科学展示室、プラネタリウム、コンピュータルーム、研修室等の施設を備えていた。科学展示室は2005年9月30日で終了し、2006年4月から青少年センターとなっていた。2013年4月の全面リニューアルでこども科学館と青少年センターを統合し名称変更された。
開館時間：09:00-21:30(緊急事態宣言発令中は09：00～20：00)
休館日：休館日は毎月第２月曜日（祝日の際はその翌日）、夏休み期間と冬休み期間は元旦を除き無休。
利用料金：「まるちたいけんドーム」やクライミングウォールなど一部施設を除き無料。
まるちたいけんドーム(プラネタリウム)
- 料金

- 個人

- 大人 500円
- 小・中学生 100円（乳幼児は無料：座席を使用する場合は有料）

- 団体（20名以上）

- 大人 160円
- 小・中学生 80円

プロジェクターにはコニカミノルタプラネタリウム製で直径方向の解像度が7,000ピクセルのSUPER MEDIAGLOBE-II 7Kを備える。
南米チリ共和国の高山山頂にある世界最高地点の天文台、東京大学アタカマ天文台（標高5640メートル）からの中継静止画が一般公開されている唯一の施設である。

## 交通アクセス
東武伊勢崎線西新井駅より徒歩3分